# Rådstugans brandstation

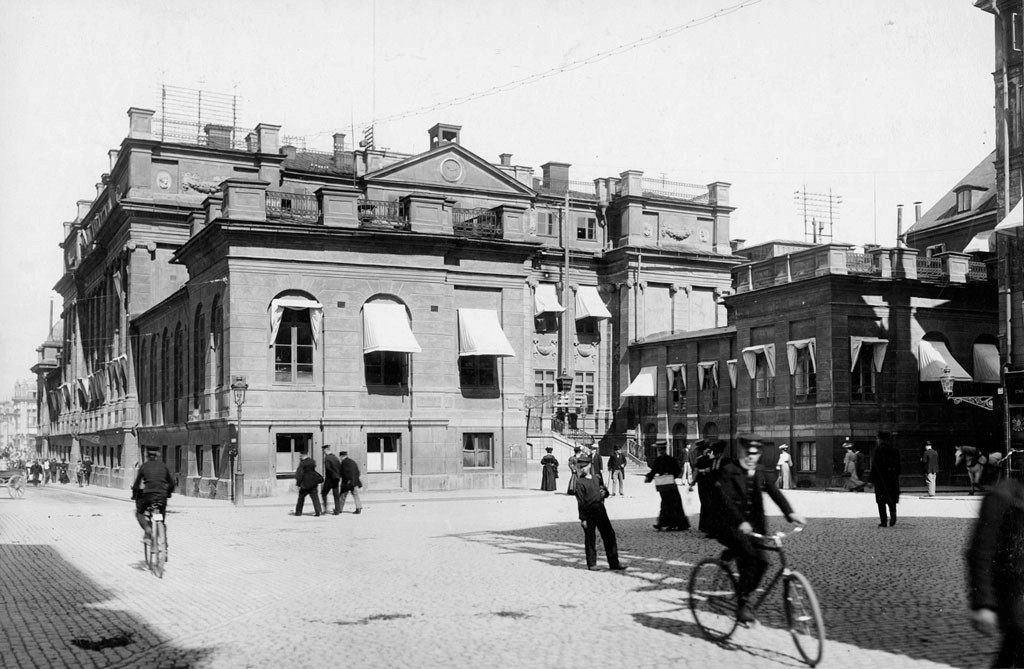
Bondeska palatset på 1890-talet. Lägg märke till brandlyktan på fasaden.

Rådhusstugans brandstation var en brandstation som låg i Bondeska palatset vid Riddarhustorget i Stockholm. Brandstationen var en av Stockholm fem nyinrättade understationer och existerade mellan 1876 och 1914.

## Bakgrund

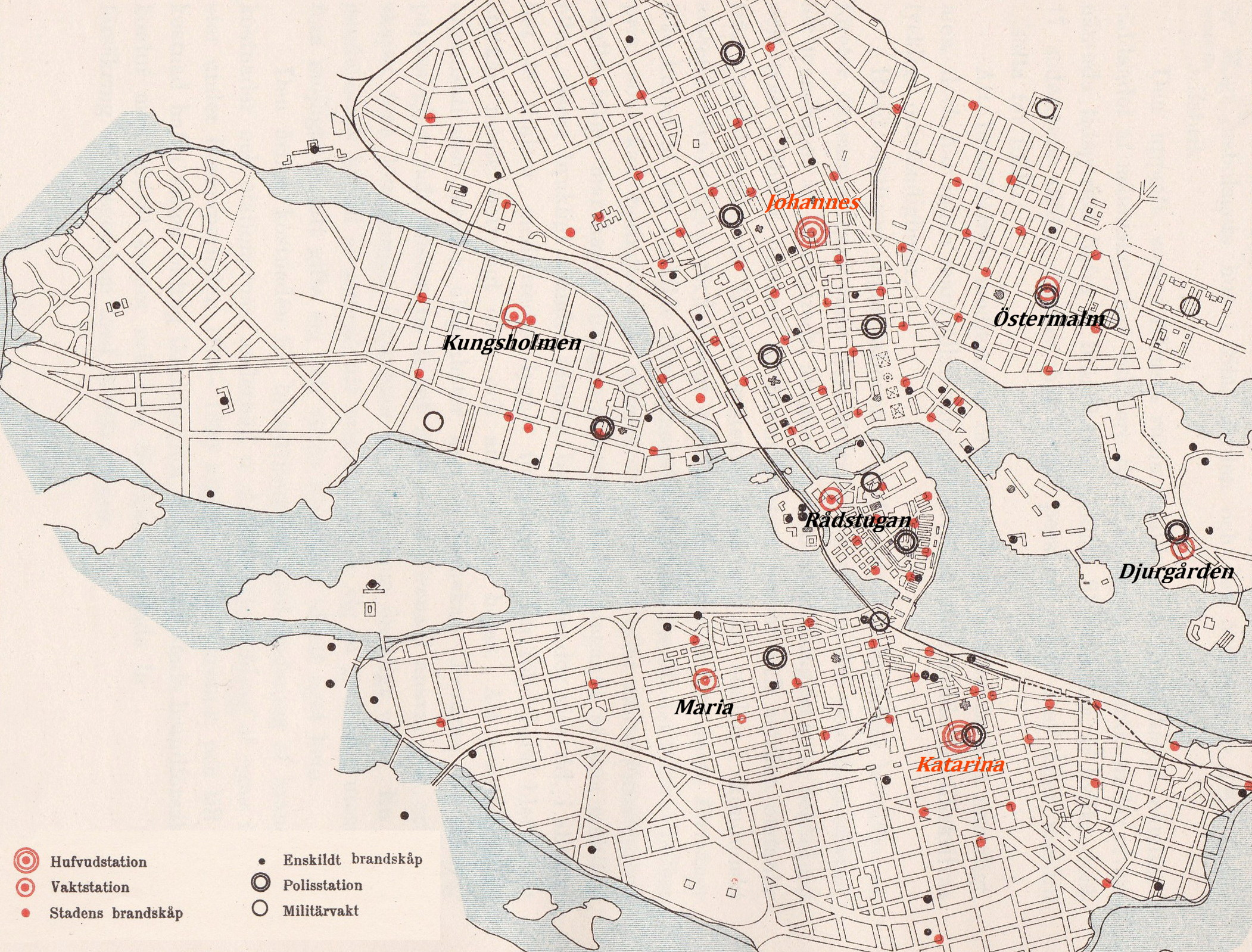
Brandstationer i Stockholm 1897.

Innan 1875 fanns det i Stockholm ett ”eldsläckningsmanskap”, men det var frivilliga som ställde upp vid bränder. År 1875 utkom en ny brandordning för Stockholm, som då för första gången fick en yrkesbrandkår, föregångaren till dagens Storstockholms brandförsvar. Stockholm skulle ha sju brandstationer, varav två huvudstationer, en på Norrmalm (Johannes brandstation, invigd 1878) och en på Södermalm (Katarina brandstation, invigd 1876) samt fem understationer eller vaktstationer i olika stadsdelar:
- Maria brandstation på västra Södermalm
- Kungsholmens brandstation på Kungsholmen
- Östermalms brandstation på Ladugårdslandet
- Djurgårdens brandstation på Djurgården och
- Rådstugans brandstation i Staden mellan broarna

## Brandstationen

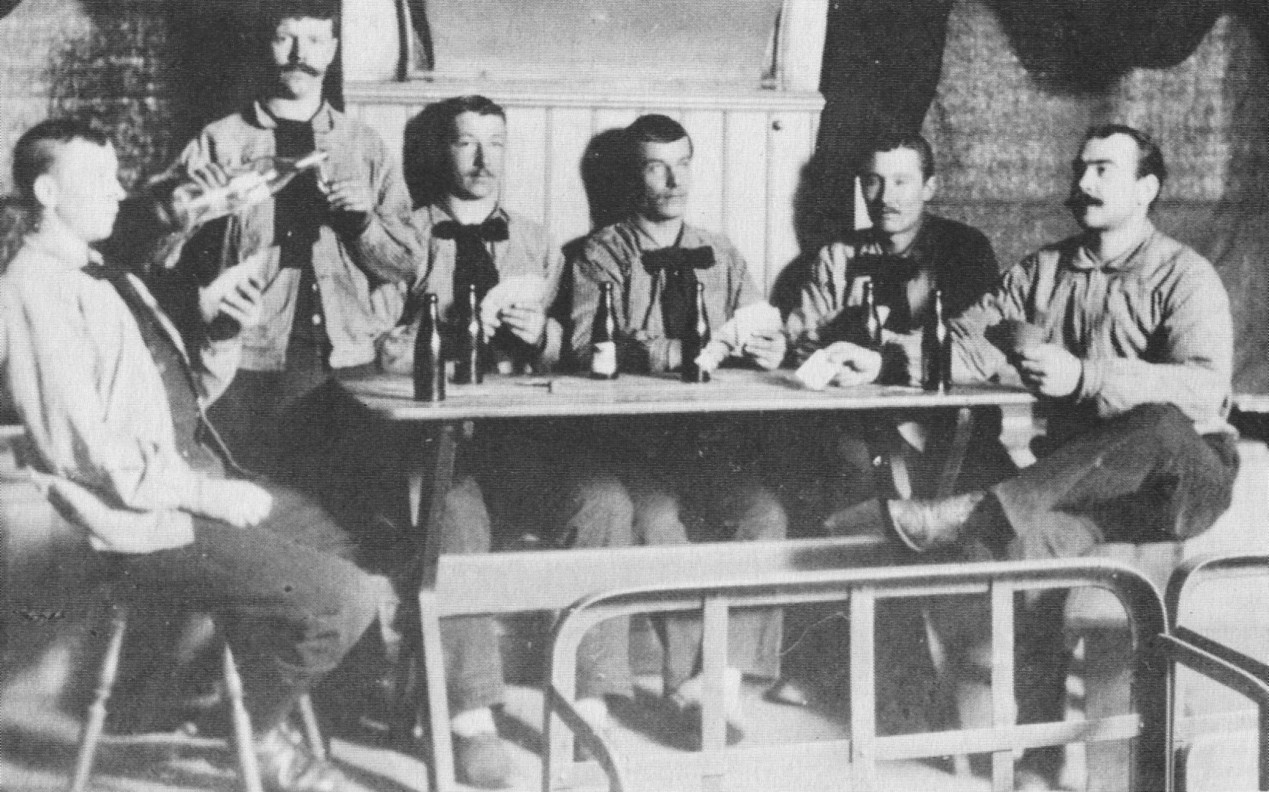
Personalfest i Rådstugans brandstation.

Stockholms rådhusrätt låg  från 1732 till 1915 i Bondeska palatset och 1876 byggdes rådhusvaktens gamla lokal om till en av stadens nya brandstationer.  1878 fanns här en korpral, en vicekorpral och fyra brandmän men man saknade boningsrum för vaktbefäl och hästar, som annars var vanliga i Stockholms övriga stationer.
När Stockholms övriga brandstationer 1910 skaffade automobilmotorsprutor uttryckte man från Rådstugans brandstation fortfarande med handdragen kärra. Det innebar att automobilsprutan, som inkallades vid behov från Johannes brandstation, ibland var snabbare på plats än Rådstugans manskap. I augusti 1914 insåg man stationens begränsningar och verksamheten drogs in. Sedan dess har det inte funnits någon brandstation i Gamla stan.